# Chlodwig von Hessen-Philippsthal-Barchfeld

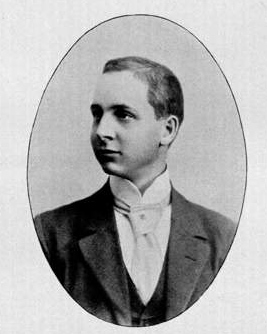
Chlodwig von Hessen-Philippsthal-Barchfeld. Porträt von C. Ohle, Westerland Sylt

Chlodwig Alexis Ernst Prinz und Landgraf von Hessen-Philippsthal-Barchfeld (* 30. Juli 1876 in Burgsteinfurt; † 17. November 1954 in Bad Hersfeld) aus dem Haus Hessen war Titular-Landgraf von Hessen-Philippsthal-Barchfeld.

## Leben
Chlodwig wurde 1876 als zweites Kind des Prinzen Wilhelm von Hessen-Philippsthal-Barchfeld und der Prinzessin Juliane zu Bentheim-Steinfurt geboren. Er wuchs im Stadtschloss von Rotenburg an der Fulda auf. Im Alter von 29 Jahren wurde er alleiniger Erbe seines kinderlos verstorbenen Onkels, des Titular-Landgrafen Alexis von Hessen-Philippsthal-Barchfeld (1829–1905), als Oberhaupt der Linie Hessen-Philippsthal-Barchfeld und auf dessen Besitzungen in Herleshausen, Nesselröden, Barchfeld und Willershausen. 1925 beerbte er auch seinen unverheiratet und kinderlos verstorbenen Verwandten Ernst, den letzten Vertreter der Linie Hessen-Philippsthal, und wurde somit Erbe nicht nur von dessen Besitz in Philippsthal, sondern auch des zuvor von den Landgrafen beider Linien gemeinsam gehaltenen Familienfideikommisses, das 1880 eingerichtet worden war und unter anderem das Schloss Rotenburg und das Schloss Schönfeld in Kassel mit einschloss.
Chlodwig diente in der Preußischen Armee, zuletzt 1898 als charakterisierter Oberstleutnant der Kavallerie. Er war seit 7. Juli 1907 Inhaber des Großkreuzes des Roten Adlerordens.

## Familie
Am 26. Mai 1904 heiratete er Prinzessin Caroline zu Solms-Hohensolms-Lich (1877–1958), Tochter des Fürsten Hermann, in ihrer Heimatstadt Lich. Das Paar hatte fünf Kinder:
- Wilhelm (1905–1942) ⚭ 1933 Marianne Prinzessin von Preußen, Tochter von Friedrich Wilhelm Prinz von Preußen
- Ernst Ludwig (1906–1934)
- Irene (1907–1980) ⚭ 1934 Waldemar von Thomsen
- Alexis (1911–1939)
- Viktoria Cäcilie (1914–1998)

In den frühen 1930er Jahren traten drei der Kinder (Wilhelm, Alexis und Viktoria Cäcilie) der NSDAP bei. Alexis, der an Epilepsie litt, wurde von den Nazis am 27. September 1938 sterilisiert, ein Jahr später starb er. Den Erklärungen, dass es sich nicht um eine Erbkrankheit handele, sondern die Folge eines Sturzes vom Pferd gewesen sei, wurde vom zuständigen Erbgesundheitsgericht in Kassel kein Glauben geschenkt. Der älteste Sohn, Wilhelm, fiel als Hauptsturmführer der Waffen-SS im Zweiten Weltkrieg.
Chlodwig starb im Alter von 78 Jahren in Bad Hersfeld. Er wurde von seiner Frau und seinen beiden Töchtern überlebt. Sein Enkel Wilhelm folgte ihm als Chef der Linie Hessen-Philippsthal.

## Weblink
- Hessen-Philippsthal-Barchfeld, Chlodwig Landgraf von. Hessische Biografie. (Stand: 30. Juli 2022). In: Landesgeschichtliches Informationssystem Hessen (LAGIS).